# Just Like Paradise
Just Like Paradise é o segundo single do álbum Skyscraper, do supergrupo The David Lee Roth Band. É também o single com o melhor desempenho da carreira solo do David Lee Roth.
A canção aparece em uma das primeiras cenas do filme Rock of Ages, cantada por Julianne Hough depois de chegar a Hollywood.
Em 2008, a guitarra em formato de coração usada por Steve Vai no clipe desta música foi eleita pelo site GigWise como a 3a guitarra mais legal de todos os tempos.

## Faixas do Single
7" Vinyl
| N.º | Título               | Compositor(es)               | Duração |  |
| 1.  | "Just Like Paradise" | David Lee Roth, Brett Tuggle | 4:03    |  |
| 2.  | "The Bottom Line"    | David Lee Roth, Steve Vai    | 3:37    |  |

12" Vinyl (UK)
| N.º | Título               | Compositor(es)               | Duração |  |
| 1.  | "Just Like Paradise" | David Lee Roth, Brett Tuggle | 4:03    |  |
| 2.  | "The Bottom Line"    | David Lee Roth, Steve Vai    | 3:37    |  |
| 3.  | "Yankee Rose"        | David Lee Roth, Steve Vai    | 3:47    |  |

## Créditos Musicais
- David Lee Roth – Vocal
- Steve Vai – Guitarra
- Billy Sheehan – Baixo Elétrico
- Gregg Bissonette – Baterias

## Videoclipe
O videoclipe de Just Like Paradise foi lançado em janeiro de 1988. Assim como outros vídeos de Roth, ele apresentava fortemente performances ao vivo do cantor no palco. Há também cenas da escalada de Roth no Half Dome, em Sierra Nevada, na Califórnia, filmados pelo fotógrafo vencedor do prêmio Emmy David Breashears.
Em 2008, a guitarra em formato de coração usada por Steve Vai no clipe desta música foi eleita pelo site GigWise como a 3a guitarra mais legal de todos os tempos.

## Críticas
O crítico de música Charles Bottomley chamou a música de "uma ida polida à decadência, com um coro que você não teria vergonha de dar no ar". Eduardo Rivadavia, da Allmusic, descreveu-o como um single "ultra-sacarina" que tenta "duramente alcançar um brilho pop exagerado".

## Desempenho nas Paradas Musicais
| Parada Musical (1988)           | Desempenho |
| ------------------------------- | ---------- |
| Canadian Singles Chart          | 8          |
| Dutch Top 40                    | 77         |
| New Zealand RIANZ Singles Chart | 13         |
| UK Singles Chart                | 27         |
| U.S. Billboard Hot 100          | 6          |
| U.S. Album Rock Tracks          | 1          |